# Sindrome di Williams-Campbell
La sindrome di Williams-Campbell (WCS) è una malattia delle vie aeree in cui la cartilagine nei bronchi è difettosa. È una forma di bronchiectasia cistica congenita. Ciò porta al collasso delle vie aeree e a bronchiectasie. Assomiglia all'aspergillosi broncopolmonare allergica. La WCS è una carenza della cartilagine bronchiale distale.

## Sintomi
1. Tosse persistente
2. rantoli
3. Funzione polmonare compromessa[2]

## Patologia
Si ritiene che derivi da una carenza di formazione di cartilagine nei bronchi segmentari dal 4º al 6º ordine.

## Diagnosi
I casi più descritti si presentano sporadicamente nella prima infanzia. Tuttavia, alcuni vengono diagnosticati in età adulta. A causa della sua rarità è di difficile diagnosi negli adulti e la sua presentazione iniziale può essere confusa con uno shock settico.
La diagnosi richiede un'anamnesi clinica adeguata, individuare il collasso espiratorio delle vie aeree (patognomonico) ed escludere altre cause di bronchiectasie congenite e acquisite. Alla broncoscopia (esame diagnostico) si nota la carenza di placche cartilaginee nella parete bronchiale. Tuttavia, la biopsia polmonare presenta diverse complicanze e non è sempre diagnostica.
Considerando la sua metodologia non invasiva, la facilità di esecuzione e la buona tolleranza del paziente, la TC spirale dovrebbe essere il test di scelta per studiare le malattie polmonari cistiche in particolare la WCS.
Radiologicamente, i polmoni sono eccessivamente gonfiati e alla broncoscopia si nota broncomalacia.

## Trattamento
Nel 2011, Hacken ha condotto una revisione sistematica, con l'obiettivo di rispondere a quali sono gli effetti dei trattamenti nelle persone con bronchiectasie ma senza fibrosi cistica. Non ci sono abbastanza studi per dimostrare se l'igiene broncopolmonare, terapia fisica, mucolitici, aerosol iperosmolari, corticosteroidi orali, antagonisti del recettore dei leucotrieni, agonisti beta 2 a breve durata d'azione, agonisti beta 2 a lunga durata d'azione o terapia anticolinergica possano dare benefici. Tuttavia, ci sono alcuni risultati promettenti.

### Trapianto polmonare
Provarono a farlo su un malato terminale. Sebbene il paziente non avesse avuto un collasso prossimale delle vie aeree prima del trapianto, il suo decorso post-trapianto è stato complicato dallo sviluppo della broncomalacia dei bronchi principali e sinistri. Il paziente ha avuto infezioni polmonari ricorrenti ed è deceduto per polmonite batterica un anno dopo il trapianto.
Nel 2012, è stato riportato il primo trapianto di polmone di pazienti WCS con sopravvivenza prolungata (vicino a 10 anni).

### Lobectomia
La chirurgia per rimuovere parte dei polmoni è spesso considerata per le persone con danni estremi a uno o due lobi polmonari che sono a rischio di infezione grave o sanguinamento. Tuttavia, l'intervento chirurgico in due pazienti, uno a cui è stata effettuata una lobectomia tripla e l'altro a una lobectomia superiore destra, ha provocato grave insufficienza respiratoria.

### Medicina
La WCS è un disturbo ostruttivo che condivide alcune somiglianze con il disturbo polmonare ostruttivo cronico (BPCO). È stato riportato che la ventilazione non invasiva a pressione positiva (NPPV) migliora l'insufficienza respiratoria cronica in pazienti con bronchiectasie. La NPPV combinata con l'ossigenoterapia domiciliare a lungo termine riduce la ritenzione di anidride carbonica e migliora la dispnea nella BPCO ipercapnica. Inoltre, la NPPV a lungo termine può ridurre l'esacerbazione acuta e il ricovero in ospedale ricorrente. Ci sono casi clinici che NPPV può avere un vantaggio nei pazienti adulti con WCS che hanno grave insufficienza respiratoria e infezioni polmonari ricorrenti.

## Storia
Fu descritta nel 1960 da Howard Williams e Peter Campbell. Scrissero un case-study di cinque bambini con quadri radiologici e sintomi simili: hanno proposto che lo sviluppo anormale della cartilagine nell'albero bronchiale fosse responsabile di questa presentazione.
Nel 1976 fu pubblicato il primo rapporto sull'insorgenza di bronchiectasie familiari nei fratelli e a sostegno della teoria secondo la quale la WCS era congenita e basata sull'uniformità del difetto cartilagineo.  Il gene specifico non è stato ancora identificato, ma probabilmente la trasmissione è autosomica recessiva.